# Stenorache nubilosa
Stenorache nubilosa là một loài bướm đêm trong họ Noctuidae.